# Рашани, Эльбасан
Эльбасан Рашани (алб. Elbasan Rashani; род. 9 мая 1993, Хиллерсторп, Йёнчёпинг) — косоварский футболист, нападающий французского клуба «Клермон».

## Клубная карьера
Эльбасан Рашани родился в албанское семье, выходцев из Косова, в шведском городке Хиллерсторп. Рос же он в норвежских Крагерё и Бё. В 2010 году он стал игроком норвежского клуба «Одд». 10 апреля 2011 года Рашани дебютировал в норвежской Типпелиге, выйдя на замену на 87-й минуте гостевого поединка против «Стрёмсгодсета». 10 августа 2012 года он забил свой первый мяч на высшем уровня, отметившись голом престижа на 81-й минуте гостевой встречи против «Волеренги».
24 июля 2014 года Рашани подписал 4-летний контракт с датским клубом «Брондбю». В начале 2016 года он на правах аренды перешёл в норвежский «Русенборг».
Своей игрой он смог заинтересовать руководство трондхеймцев и в конце 2016 года с ним подписали полноценный контракт.

## Карьера в сборной
13 ноября 2015 года Эльбасан Рашани дебютировал за сборную Косова в товарищеском матче против сборной Албании, заменив на 67-й минуте полузащитника Мергима Брахими. А уже на 70-й минуте этой игры он забил гол, выведя свою команду вперёд в счёте.

## Статистика выступлений

### В сборной
| Матчи и голы Эльбасана Рашани за сборную Косова | Матчи и голы Эльбасана Рашани за сборную Косова | Матчи и голы Эльбасана Рашани за сборную Косова  | Матчи и голы Эльбасана Рашани за сборную Косова | Матчи и голы Эльбасана Рашани за сборную Косова | Матчи и голы Эльбасана Рашани за сборную Косова | Матчи и голы Эльбасана Рашани за сборную Косова |
| №                                               | Дата                                            | Место проведения                                 | Соперник                                        | Счёт                                            | Голы                                            | Соревнование                                    |
| ----------------------------------------------- | ----------------------------------------------- | ------------------------------------------------ | ----------------------------------------------- | ----------------------------------------------- | ----------------------------------------------- | ----------------------------------------------- |
| 1                                               | 13 ноября 2015                                  | Городской стадион, Приштина                      | Албания                                         | 2:2                                             | 1                                               | Товарищеский матч                               |
| 2                                               | 3 июня 2016                                     | Фольксбанк Штадион Франкфурт, Франкфурт-на-Майне | Фареры                                          | 2:0                                             | 1                                               | Товарищеский матч                               |
| 3                                               | 6 октября 2017                                  | Лоро Боричи, Шкодер                              | Украина                                         | 0:2                                             | —                                               | Квалификация ЧМ 2018                            |
| 4                                               | 13 ноября 2017                                  | Олимпийский стадион Адем Яшари, Митровица        | Латвия                                          | 4:3                                             | 1                                               | Товарищеский матч                               |
| 5                                               | 27 марта 2018                                   | Жан Роллан, Франконвиль                          | Буркина-Фасо                                    | 2:0                                             | —                                               | Товарищеский матч                               |

Итого: 5 матчей / 3 гола; eu-football.info.

## Достижения
Командные
«Русенборг»
- Чемпион Норвегии по футболу: 2016
- Обладатель Кубка Норвегии : 2016
- Обладатель Суперкубка Норвегии: 2017